# Sphenorhina varians
Sphenorhina varians är en insektsart som först beskrevs av Carl Stål 1864.  Sphenorhina varians ingår i släktet Sphenorhina och familjen spottstritar. Inga underarter finns listade i Catalogue of Life.